# Política Nacional de Atenção Hospitalar
A Política Nacional de Atenção Hospitalar (PNHOSP) foi instituída no âmbito do Sistema Único de Saúde (SUS) pela portaria nº 3.390, de 30 de Dezembro de 2013, estabelecendo as diretrizes para a organização do componente hospitalar na Rede de Atenção à Saúde e se aplicam a todos hospitais públicos e privados que prestam serviços no âmbito do SUS. Os hospitais são instituições complexas, de caráter multidisciplinar e que dentre as ações de cuidados abrangem a promoção da saúde, a prevenção de agravos, o diagnóstico, tratamento e reabilitação. O perfil dos hospitais que prestam ações e serviços no âmbito do SUS é definido pelo perfil demográfico e epidemiológico da população em que está inserido, e o acesso é regulado por demanda referenciada e/ou espontânea. Esses espaços são também formadores de recursos humanos, pesquisa e avaliação de novas tecnologias em saúde. Devem ser locais acessíveis, com segurança e autonomia para serem utilizados por uma pessoa com deficiência ou mobilidade reduzida. Deve-se realizar um acolhimento ético, com resolutividade e responsabilidade. Análise crítica e sistemática da qualidade, atendimento multidisciplinar evitando-se a fragmentação dos saberes, auditoria clínica crítica e utilização de protocolos pré-estabelecidos de classificação de risco com a finalidade de atender casos de maior complexidade e não por ordem de chegada.

## Eixo de Assistência Hospitalar
No que diz respeito ao eixo de assistência hospitalar, ela deverá se adequar de acordo com as demandas populacionais visando sempre a garantia do atendimento de qualidade. Sendo isso assegurado pelos princípios de multiprofissionalidade, horizontalidade do cuidado buscando criar linhas de cuidado e regulando o acesso aos serviços. É preciso ressaltar que a atenção hospitalar deve atuar de maneira integrada aos outros serviços da RAS de maneira intersetorial, prezando sempre pela resolutividade.
No que diz respeito ao acesso à atenção hospitalar, esse deverá ser efetivado de maneira regulada, baseando-se na demanda referenciada e/ou espontânea, como descrito no Art. 10. Deve, também, assegurar a equidade e transparência nesse processo. Nesse viés, o acesso deverá ser organizado de acordo com as diretrizes da Relacão Nacional de Ações e Serviços de Saúdes (RENASES) e da Política Nacional de Regulação. As portas hospitalares da urgência e emergência, por sua vez, deverão implementar um acolhimento baseado em protocolos de classificação de risco e vulnerabilidade específicos para cada caso. A partir do momento da chegada e admissão no serviço hospitalar, a equipe de saúde estará integralmente responsável pelo usuário e, assim, deve proporcionar um atendimento acolhedor e respeitoso frente as especificidades socioculturais desse indivíduo.
Já sobre o modelo de atenção hospitalar, esse deverá englobar  um conjunto de dispositivos de cuidado que assegurem desde o acesso até a qualidade e segurança na assistência ao paciente, de acordo com o Art. 11 da portaria. Para garantir isso, determina-se o estabelecimento dos conceitos de clínica ampliada e gestão clínica como a base do cuidado, determinando a implementação de equipes multiprofissionais de referência como protagonistas do cuidado. Tais equipes devem englobar profissionais de diferentes áreas da saúde, permitindo um compartilhamento de informações e decisões de maneira horizontal. Os planos terapêuticos deverão ser realizados de maneira conjunta por essas equipes, favorecendo uma abordagem completa e individualizada para os diferentes quadros clínicos encarados, sempre respeitando os Protocolos Básicos de Segurança do Paciente e baseando-se nas Diretrizes Terapêuticas e Protocolos Clínicos estabelecidos. O artigo também determina a participação das equipes de serviços hospitalares na atenção integral ao usuário (garantindo o apoio matricial) e estabelece normas que otimizam o gerenciamento dos leitos (por meio de setores como o Núcleo Interno de Regulação).
Além disso, é notório que é da responsabilidade do hospital identificar e divulgar os profissionais responsáveis pelo cuidado dos pacientes nas unidades de internação, prontos socorros e ambulatórios, sendo que todo hospital deverá permitir a entrada de visitantes nas unidades de internação e pontos socorros. Além disso, idosos, gestantes, menores de idade e indígenas possuem direito a acompanhante 24 horas por dia. Ademais, crianças e adolescentes deverão ter seu direito de brincar garantido, e este sera implementado em concordância com o estabelecido pela Secretaria de Educação Estadual, Distrital e Municipal em parceria com o gestor de saúde local. Vale ressaltar, também, que a auditoria clínica interna periódica deve ser realizada a cada dois anos (no mínimo), visando a qualificação do atendimento hospitalar. 	Agora, no que diz respeito a alta hospitalar, que deve ser entendida como a transferência do cuidado, deverá ocorrer por meio da orientação dos familiares quanto a continuidade do tratamento, sendo importante ressaltar o autocuidado como sendo de fundamental importância, portanto, a autonomia do sujeito. O segundo pilar de pensamento da alta hospitalar é a articulação entre as demais esferas de cuidado do RAS, principalmente a Atenção básica, sendo fundamental a implantação de mecanismos de desospitalização, almejando sempre a prática de métodos alternativos de cuidado como o domiciliar pactuados na RAS. 

## Eixo de Gestão Hospitalar
O Plano Nacional de Atenção Hospitalar (PNHOSP) aborda, no eixo de gestão hospitalar, a sua função de garantir o acesso e a qualidade da assistência, cumprindo as metas e aplicando os recursos de uma forma otimizada, transparente e democrática. Destaca-se que a gestão da atenção hospitalar sofrerá influência do desenho da Rede de Atenção à Saúde (RAS), sendo papel do gestor (seja municipal, distrital ou estadual) utilizar protocolos, ferramentas e critérios de priorização, a fim de possibilitar o cuidado e o acesso onde se é mais necessário. Assim, facilita-se o cumprimento de metas que poderão ser avaliadas democraticamente por meio de uma ouvidoria e de pesquisas de satisfação.

## Eixo de Formação, Desenvolvimento e Gestão da Força de Trabalho
Já no eixo de formação, desenvolvimento e gestão da força de trabalho, o PNHOSP estabelece que os hospitais que fazem parte do SUS devem atuar na formação e na educação permanente dos profissionais da saúde. Para isso, podem receber a Certificação de Hospital de Ensino se seguirem as exigências tanto do Ministério da Saúde quanto do Ministério da Educação, avaliando o desempenho dos trabalhadores, a educação permanente e a atenção à saúde do trabalhador.

## Financiamento da assistência hospitalar
A Política Nacional de Atenção Hospitalar determina que o financiamento da atenção hospitalar é realizado entre a União, estados e municípios. Tal custeio é definido considerando a população atingida, o território e o papel na RAS, de maneira que, ao relacionar aspectos sociais e ambientais aos econômicos, busque suprir as necessidades regionais específicas. Os recursos visam aumentar a capacidade existente, bem como a inovação e atualização tecnológica. Esses investimentos devem estar de acordo com os Planos de Saúde Nacional, Estaduais, Distrital e Municipais; abranger os projetos das Redes Temáticas de Atenção à Saúde e Programas prioritários do SUS; e procurarem estar presentes em regiões remotas, onde há lacunas na assistência à população.

## Contratualização das ações e serviços
Os gestores públicos de saúde são responsáveis por formalizar a relação com os hospitais por meio de um instrumento de contratualização. Tal formalização define compromissos a fim de garantir assistência, gestão hospitalar, ensino e pesquisa qualificados. Entre os compromissos estabelecidos estão: o exercício de ações e serviços condizentes com as necessidades locais e regionais estabelecidas pela Comissão Intergestores Bipartite ou pela Comissão Intergestores Regional; determinação e regulação das ações e serviços disponibilizados; definição de valores e formas de repasse dos recursos financeiros a partir do cumprimento de metas; e garantia de transparência e controle social. Quanto à contratação, os hospitais públicos possuem prioridade, seguidos pelos privados sem fins lucrativos que prestam 100% dos seus serviços ao SUS; privados sem fins lucrativos que prestam no mínimo 60% dos seus serviços ao SUS; demais hospitais privados sem fins lucrativos; e os hospitais.

## Responsabilidades das esferas de gestão da atenção hospitalar
A Política Nacional de Atenção Hospitalar prevê que a União, os estados, o Distrito Federal e os municípios detêm a responsabilidade pela tomada de decisões mediante as suas competências estabelecidas, respeitando os níveis de abrangência a que estão incluídos e das competências a que são responsáveis.
Assim, ao Ministério da Saúde, fica estabelecido propiciar medidas consonantes aos princípios do SUS e de acordo com a pactuação na Comissão Intergestores Tripartite (CIT), fiscalização de recursos e sua distribuição, cofinanciamentos tripartite para a atenção hospitalar,  manutenção de efetivos mecanismos de gestão para os hospitais de sua responsabilidade, com a possibilidade da prestação de serviços de assessoria aos estados e, também, fazer parcerias com órgãos internacionais e privados para fortalecer a atenção hospitalar, fomentar a gestão em pesquisa e melhorias tecnológicas e educacionais para as áreas de conhecimentos da saúde, para isso, une-se com o Ministério da Educação.
Como também, para as Secretarias Estaduais de Saúde e do Distrito Federal são atribuídas medidas de coordenação dos mecanismos de saúde de forma pactuada com a Comissão Intergestores Bipartite (CIB) e Comissão Intergestores Regional (CIR) com a regulação dos efetivos de gestão para a atenção hospitalar no seu território com cofinanciamentos tripartite, organização, etc. Dessa maneira, possuem obrigação com os hospitais sob sua responsabilidade e com os municípios devem estabelecer mecanismos de elaboração e fiscalização das ações dos hospitais municipais. Para tal, efetuam medidas avaliativas com o foco nos indicadores de desempenho e qualidade juntamente a  prestação de assessoria técnica necessária para qualificação da atenção hospitalar e estabelecimento dos desenhos da Redes de Atenção à Saúde (RAS), como também instituir os registros de informações de saúde relativos aos hospitais no sistema nacional. Além disso, são os elaboradores de medidas educacionais que fortaleçam a assistência apropriada aos usuários do SUS em consonância as necessidades regionais e as políticas nacionais, mediante diretrizes estaduais de Educação Permanente e disponibilizando os recursos necessários.

## Competências das Secretarias Municipais de Saúde e do Distrito Federal
Segundo o 3º parágrafo do artigo 32 no capítulo III da Portaria Nº 3.390, de 30 de dezembro de 2013, as Secretarias Municipais de Saúde e do Distrito Federal devem coordenar a implantação e execução da Política Nacional de Atenção Hospitalar, estabelecendo os pontos de atenção hospitalar e suas atribuições, organizando, executando e gerenciando os serviços nesses pontos, além de monitorar e avaliar tais processos. Dentre as medidas de monitoramento e avaliação estão: estabelecer indicadores de desempenho e qualidade para avaliação dos serviços prestados no território; prestar assessoria técnica aos hospitais sob sua gestão; realizar pesquisas de cunho epidemiológico e demográfico em sua área de atuação; e registrar e atualizar as informações relativas aos hospitais do seu território nos Sistemas Nacionais de Informação em Saúde. Além disso, as Secretarias Municipais de Saúde e do Distrito Federal têm a função de propor diretrizes de Educação Permanente e disponibilizar ambiente e ferramentas em consonância com a Política Nacional de Educação Permanente em Saúde. Há ainda a instituição do Comitê Gestor de Atenção Hospitalar, de composição tripartite (municípios, estados e Distrito Federal e União), que deve monitorar e avaliar a PNHOSP periodicamente, de modo que haja o seu aprimoramento constante.